# Hominidae
Ne doit pas être confondu avec Homininae, Hominini ou Hominina.
Famille
Sous-familles de rang inférieur
- Ponginae (orang-outans)
- Homininae (gorilles, chimpanzés, et humains)

Les Hominidae ou Hominidés — en anglais : Hominids — sont une famille de primates simiiformes rassemblant les genres actuels Pongo (orang-outan), Gorilla (gorille), Pan (chimpanzé) et Homo,,. S'y trouvent également un certain nombre de genres fossiles apparentés, ancêtres ou plus souvent collatéraux des ancêtres des quatre genres actuels.
Cette famille admet pour groupe frère les Hylobatidés, d'autres singes sans queue, couramment appelés gibbons, comprenant quatre genres et une vingtaine d'espèces. Ensemble, tous ces primates forment la super-famille des hominoïdes, également appelés grands singes.
Selon la Liste rouge mondiale des espèces menacées de l'UICN, sept espèces d'hominidés sur huit sont menacées d'extinction, une seule est considérée comme envahissante.

## Historique
Le mot « hominidé » est plutôt issu de la paléoanthropologie, où l'on tente de déterminer l'origine et l'histoire évolutive de la lignée humaine : on y recherche, à partir de l'étude des fossiles, les ancêtres et les espèces cousines disparues d'Homo sapiens.
L'expression « grands singes » vient plutôt de la primatologie et de l'éthologie, qui étudient le comportement des animaux dans la nature. C'était, au départ, un concept créé pour distinguer, au sein du groupe des singes, les espèces paraissant plus proches de l'Homme. Il s'agissait, à l'origine, de ne considérer que les orang-outans, les gorilles, les chimpanzés, ainsi que leurs ancêtres.
Plus tard, on a admis le caractère paraphylétique de cette définition, c'est-à-dire l'anomalie représentée par l'absence de l'Homme, avec la révision de la classification phylogénétique des Hominoidea. Par ailleurs, la découverte des fossiles d'Orrorin tugenensis, de Toumaï et d'Ardi, de plus en plus proches chronologiquement du dernier ancêtre commun du Chimpanzé et de l'Homme, ont amené les paléoanthropologues à s'intéresser aux espèces actuelles de grands singes.
L'expression « grands singes » est donc utilisée actuellement pour dénommer l'ensemble des singes sans queue qui constituent la super-famille des Hominoidea, comme équivalent de l'anglais « ape », qui s'oppose dans cette langue à « monkey », qui ne désigne que les singes à queue.

### Évolution de la classification
Dans les classifications anciennes, se basant sur les ressemblances morphologiques entre les espèces, la famille des Hominidae ne comprenait que le genre Homo, les plus grands singes étant regroupés dans la famille des Pongidae, ce qui correspondrait aujourd'hui à un grade évolutif et non à un clade (un groupe exhaustif partageant un dernier ancêtre commun).

Les recherches ont conduit à corriger cette classification, : tous les plus grands singes (dont les humains) ont été regroupés dans la famille des Hominidae, qui admet pour groupe frère les Hylobatidae ou gibbons, et qui devient ainsi monophylétique. De plus, les grands singes africains, gorille et chimpanzé, sont plus étroitement apparentés à l'Homme qu'à l'Orang-outan et forment donc la sous-famille des Homininae. Enfin, le Chimpanzé apparait comme le groupe frère de l'Homme, tous deux à égale distance du Gorille.

Parmi de nombreuses classifications proposées, montrant quelques différences quant au choix des appellations des différents niveaux hiérarchiques, s'est imposée la classification de Jeheskel Shoshani (en). Cette classification, dans laquelle l'Homme n'est plus isolé dans une famille propre, met de longues années à s'imposer dans la communauté scientifique, ainsi que dans les programmes d'enseignement et dans les ouvrages et revues de vulgarisation.

## Classification phylogénétique moderne

### Place au sein des singes
Phylogénie des familles de singes, d'après Perelman et al. (2011) et Springer et al. (2012) :
| Cercopithecoidea | Cercopithecidae (Babouin, Macaque, Colobe…)                                                                   |
|                  | Cercopithecidae (Babouin, Macaque, Colobe…)                                                                   |
| Hominoidea       | \| \| Hylobatidae (Gibbon) \| \| \| \| \| \| Hominidae (Orang-outan, Gorille, Chimpanzé et Homme) \| \| \| \| |
|                  | \| \| Hylobatidae (Gibbon) \| \| \| \| \| \| Hominidae (Orang-outan, Gorille, Chimpanzé et Homme) \| \| \| \| |
|                  | Hylobatidae (Gibbon)                                                                                          |
|                  | |
|                  | Hominidae (Orang-outan, Gorille, Chimpanzé et Homme)                                                          |
|                  | |

|  | Hylobatidae (Gibbon)                                 |
|  |                                                      |
|  | Hominidae (Orang-outan, Gorille, Chimpanzé et Homme) |
|  |                                                      |

|  | Cebidae (Sapajou, Singes-écureuil, Ouistiti, Tamarin…)                                                  |
|  | |
|  | \| \| Pitheciidae (Saki, Ouakari, Titi…) \| \| \| \| \| \| Atelidae (Atèle, Singe-hurleur…) \| \| \| \| |
|  | |
|  | Pitheciidae (Saki, Ouakari, Titi…)                                                                      |
|  | |
|  | Atelidae (Atèle, Singe-hurleur…)                                                                        |
|  | |

|  | Pitheciidae (Saki, Ouakari, Titi…) |
|  |                                    |
|  | Atelidae (Atèle, Singe-hurleur…)   |
|  |                                    |

| Cercopithecoidea | Cercopithecidae (Babouin, Macaque, Colobe…)                                                                   |
|                  | Cercopithecidae (Babouin, Macaque, Colobe…)                                                                   |
| Hominoidea       | \| \| Hylobatidae (Gibbon) \| \| \| \| \| \| Hominidae (Orang-outan, Gorille, Chimpanzé et Homme) \| \| \| \| |
|                  | \| \| Hylobatidae (Gibbon) \| \| \| \| \| \| Hominidae (Orang-outan, Gorille, Chimpanzé et Homme) \| \| \| \| |
|                  | Hylobatidae (Gibbon)                                                                                          |
|                  | |
|                  | Hominidae (Orang-outan, Gorille, Chimpanzé et Homme)                                                          |
|                  | |

|  | Hylobatidae (Gibbon)                                 |
|  |                                                      |
|  | Hominidae (Orang-outan, Gorille, Chimpanzé et Homme) |
|  |                                                      |

|  | Cebidae (Sapajou, Singes-écureuil, Ouistiti, Tamarin…)                                                  |
|  | |
|  | \| \| Pitheciidae (Saki, Ouakari, Titi…) \| \| \| \| \| \| Atelidae (Atèle, Singe-hurleur…) \| \| \| \| |
|  | |
|  | Pitheciidae (Saki, Ouakari, Titi…)                                                                      |
|  | |
|  | Atelidae (Atèle, Singe-hurleur…)                                                                        |
|  | |

|  | Pitheciidae (Saki, Ouakari, Titi…) |
|  |                                    |
|  | Atelidae (Atèle, Singe-hurleur…)   |
|  |                                    |

### Phylogénie interne
Phylogénie des genres actuels d'hominidés, d'après Shoshani et al. (1996) et Springer et al. (2012) :
| Gorillini | Gorilla (Gorille)                                                                                             |
|           | Gorilla (Gorille)                                                                                             |
| Hominini  | \| Panina \| Pan (Chimpanzé) \| \| \| Pan (Chimpanzé) \| \| Hominina \| Homo (Homme) \| \| \| Homo (Homme) \| |
|           | \| Panina \| Pan (Chimpanzé) \| \| \| Pan (Chimpanzé) \| \| Hominina \| Homo (Homme) \| \| \| Homo (Homme) \| |
| Panina    | Pan (Chimpanzé)                                                                                               |
|           | Pan (Chimpanzé)                                                                                               |
| Hominina  | Homo (Homme)                                                                                                  |
|           | Homo (Homme)                                                                                                  |

| Panina   | Pan (Chimpanzé) |
|          | Pan (Chimpanzé) |
| Hominina | Homo (Homme)    |
|          | Homo (Homme)    |

| Gorillini | Gorilla (Gorille)                                                                                             |
|           | Gorilla (Gorille)                                                                                             |
| Hominini  | \| Panina \| Pan (Chimpanzé) \| \| \| Pan (Chimpanzé) \| \| Hominina \| Homo (Homme) \| \| \| Homo (Homme) \| |
|           | \| Panina \| Pan (Chimpanzé) \| \| \| Pan (Chimpanzé) \| \| Hominina \| Homo (Homme) \| \| \| Homo (Homme) \| |
| Panina    | Pan (Chimpanzé)                                                                                               |
|           | Pan (Chimpanzé)                                                                                               |
| Hominina  | Homo (Homme)                                                                                                  |
|           | Homo (Homme)                                                                                                  |

| Panina   | Pan (Chimpanzé) |
|          | Pan (Chimpanzé) |
| Hominina | Homo (Homme)    |
|          | Homo (Homme)    |

## Caractéristiques

### Anatomie

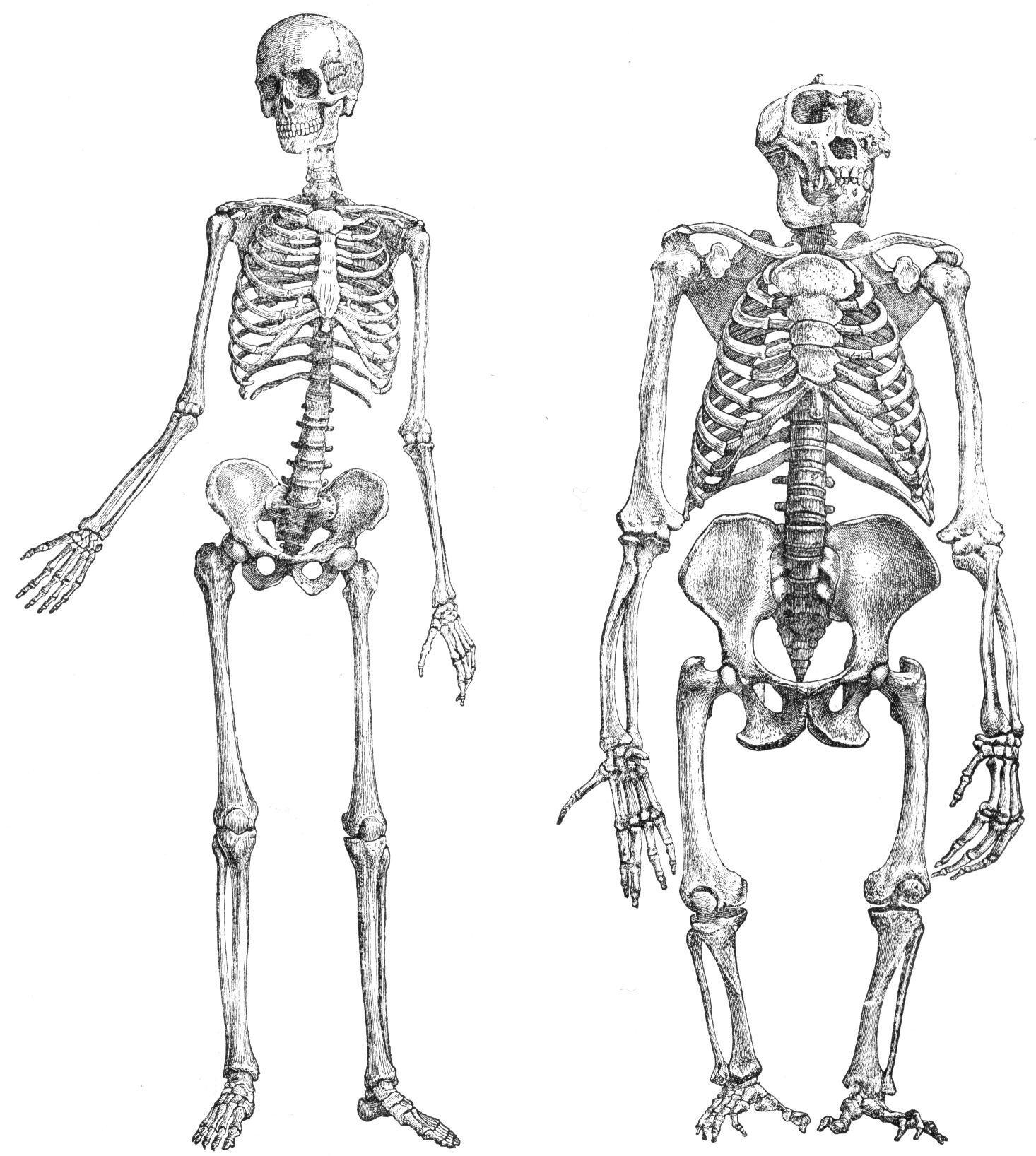
Squelettes d'humain et de gorille

La masse des adultes est généralement comprise entre 50 et 250 kg. La taille est grande, ce qui permet de se déplacer sur de plus grandes distances, notamment au sol, et d'être dissuasif envers les prédateurs. La musculature est robuste avec des membres supérieurs puissants, ce dernier point trouvant son origine évolutive dans le déplacement par brachiation et la suspension arboricole. Toutefois, le gorille et l'Homme n'utilisent plus ce mode de déplacement.
La grande taille rend le mode de locomotion sur les branches moins stable. Les grands singes hominoïdes adoptent une nouvelle posture qui mobilise la verticalité, passant d'une locomotion quadrupède dite pronograde à une locomotion verticale dite orthograde (en). Cela se traduit par une marche bipède chez les espèces du genre Homo. Mais, à l'exception des espèces du genre Homo, les grands singes africains pratiquent davantage la quadrupédie, dite « marche sur les phalanges » (ou locomotion sur les articulations). Contrairement aux plantigrades qui appliquent la paume au sol, cette quadrupédie originale applique le côté externe des mains sur le sol (au niveau des phalanges). Ce ne serait pas un caractère ancestral, mais un caractère dérivé, apparu par convergence évolutive chez le Gorille et le Chimpanzé.
La face des hominidés est prognathe et le cerveau particulièrement développé, comparé aux autres singes.

### Régime alimentaire
Le régime alimentaire des hominidés varie d'une espèce à l'autre.
Les chimpanzés consomment des fruits, des graines herbacées et quelques produits d'origine animale tels que des invertébrés (la chasse aux termites) et de petits vertébrés (dont d'autres singes plus petits comme les colobes et plus rarement d'autres chimpanzés),.
Les gorilles ont une alimentation principalement végétale, à l'exception d'une consommation d'insectes comme les termites, les fourmis et, plus rarement, la coprophagie,,.
Les orang-outans consomment principalement des fruits, mais également des insectes, des œufs d'oiseaux, du miel et de la terre à des fins nutritionnelles et probablement médicinales (géophagie),,.
L'alimentation des humains chasseurs-cueilleurs a varié dans le temps et selon les ressources, mais avec, tout au long du Paléolithique, une part croissante de viande, acquise d'abord par le charognage puis par la chasse. Il existe aujourd'hui chez les humains plusieurs sortes d'alimentation, dont la majorité contiennent des produits d'origine animale. Chez les humains actuels, les alimentations varient fortement parmi les sociétés, et ont un aspect culturel. Dans les territoires arctiques où l'agriculture est impossible, l'alimentation des Inuits et des Yupiks est essentiellement carnée. Ailleurs, de nombreux humains sont végétariens, en particulier en Inde, et d'autres ont une alimentation entièrement non animale.

### Capacités cognitives
Du fait de leurs capacités cognitives importantes et de leur proximité avec l'Homme, les autres hominidés actuels sont étudiés avec intérêt en primatologie et en éthologie cognitive.
La principale de leurs caractéristiques est leur comportement social complexe, avec des interactions importantes entre individus du même groupe et une grande expressivité faciale permettant de manifester leurs émotions. Tous sont capables de communiquer de façon efficace, et tous sont capables, avec une éducation appropriée, d'apprendre un langage rudimentaire et de manipuler des concepts abstraits. Les hominidés font également partie des rares animaux à avoir conscience d'eux-mêmes (ils se reconnaissent dans un miroir, contrairement au chat, par exemple).

### Répartition géographique
Si l'Homme s'est répandu sur une grande partie de la surface émergée du globe terrestre, les autres grands singes vivent dans des zones beaucoup plus circonscrites. Les chimpanzés se trouvent uniquement en Afrique équatoriale, de même que les gorilles, d'où le nom donné à ces deux groupes de grands singes africains. Les orang-outans ne vivent qu'en Asie du Sud-Est, dans les forêts de Malaisie et d'Indonésie, d'où leur appellation de grands singes asiatiques.

## Espèces actuelles
Liste des espèces actuelles selon ITIS (juin 2018) :
- Sous-famille Ponginae Elliot, 1913 :
  - Genre Pongo Lacépède, 1799 :
    - Pongo abelii Lesson, 1827 - Orang-outan de Sumatra
    - Pongo pygmaeus (Linnaeus, 1760) - Orang-outan de Bornéo
    - Pongo tapanuliensis Nurcahyo, Meijaard, Nowak, Fredriksson & Groves, 2017 - Orang-outan de Tapanuli[27]
- Sous-famille Homininae Gray, 1825 :
  - Genre Gorilla I. Geoffroy, 1852 :
    - Gorilla gorilla (Savage, 1847) - Gorille de l'Ouest
    - Gorilla beringei Matschie, 1903 - Gorille de l'Est

  - Genre Pan Oken, 1816 :
    - Pan troglodytes (Blumenbach, 1775) - Chimpanzé commun
    - Pan paniscus Schwarz, 1929 - Bonobo ou Chimpanzé pygmée

  - Genre Homo Linnaeus, 1758 :
    - Homo sapiens Linnaeus, 1758 - Homme moderne

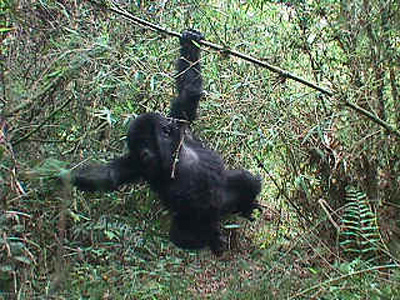
Gorille de l'Est ou Gorilla beringei
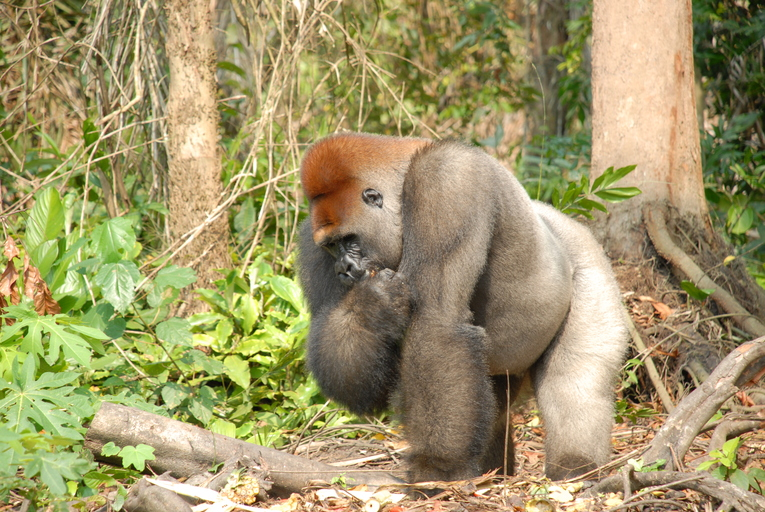
Gorille de l'Ouest ou Gorilla gorilla
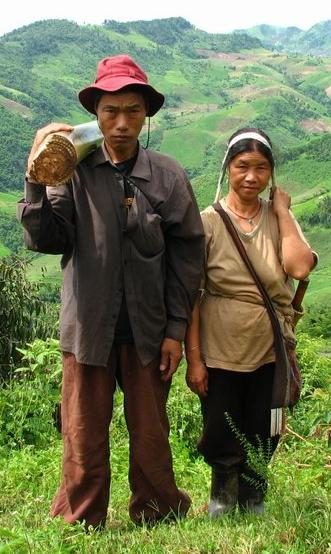
Humains ou Homo sapiens
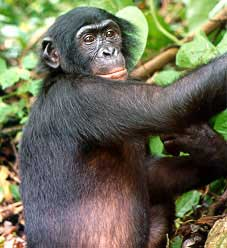
Bonobo ou Pan paniscus
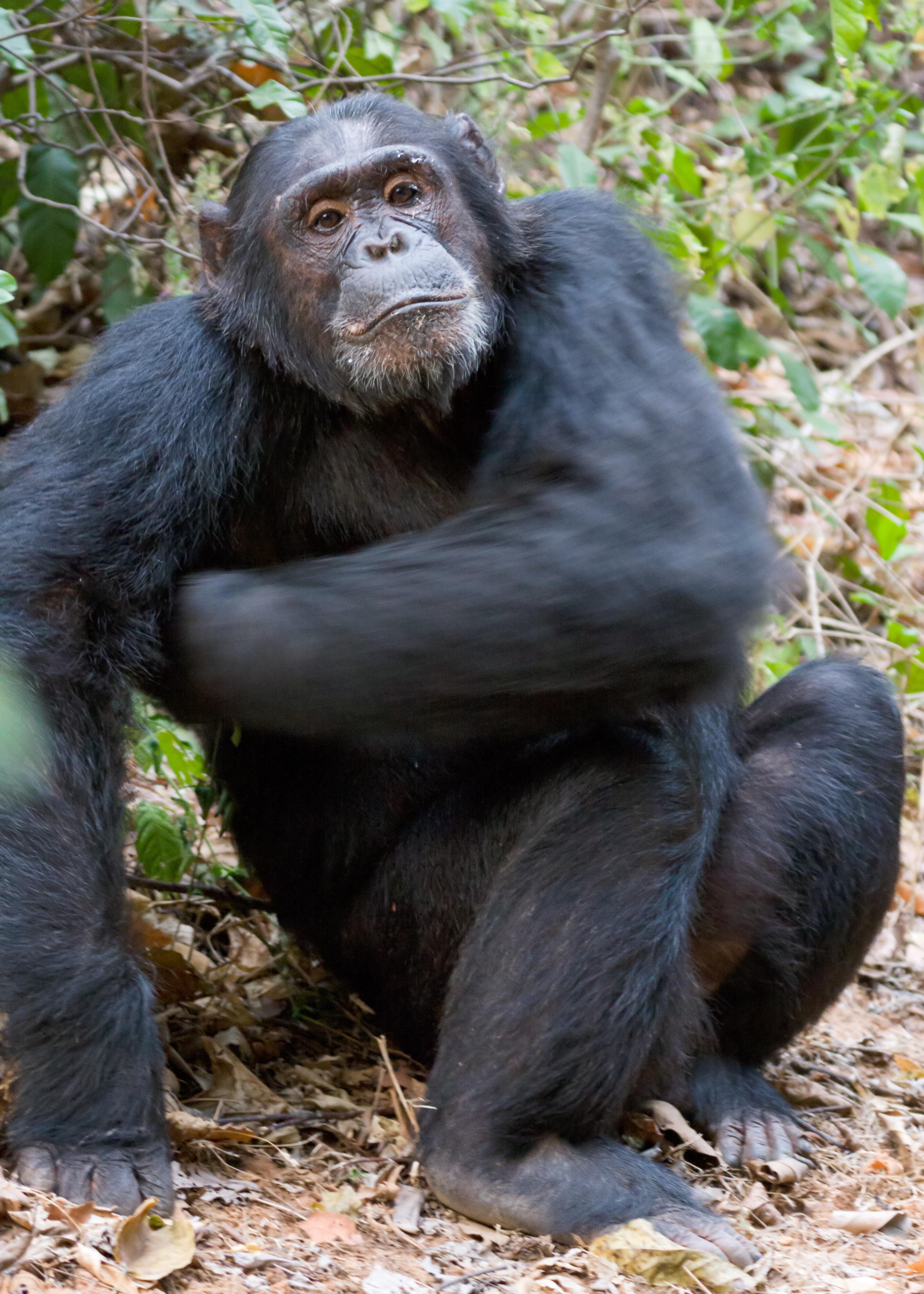
Chimpanzé commun ou Pan troglodytes
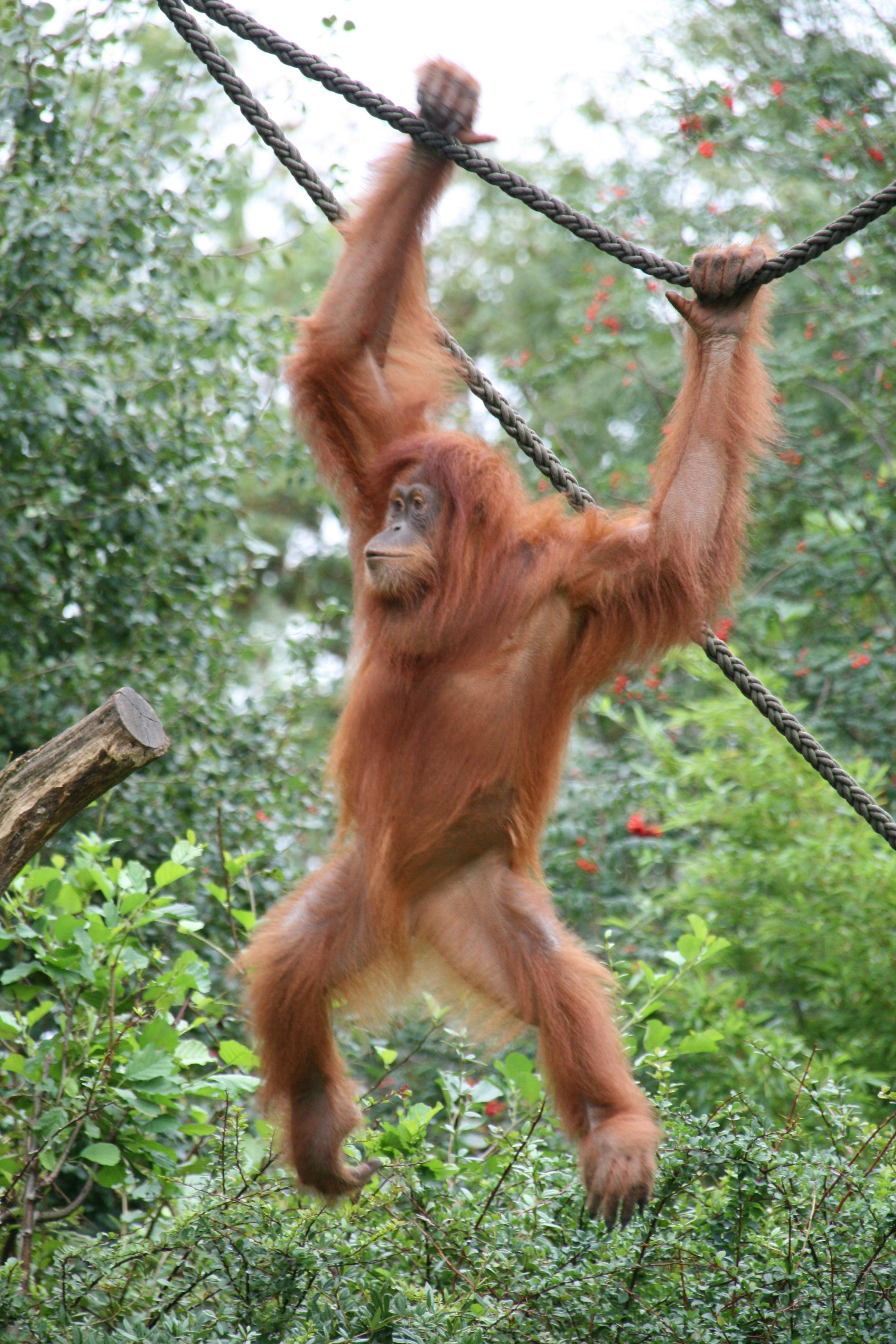
Orang-outan de Sumatra ou Pongo abelii
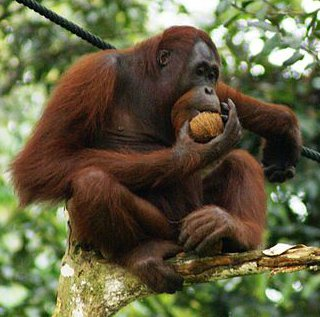
Orang-outan de Bornéo ou Pongo pygmaeus
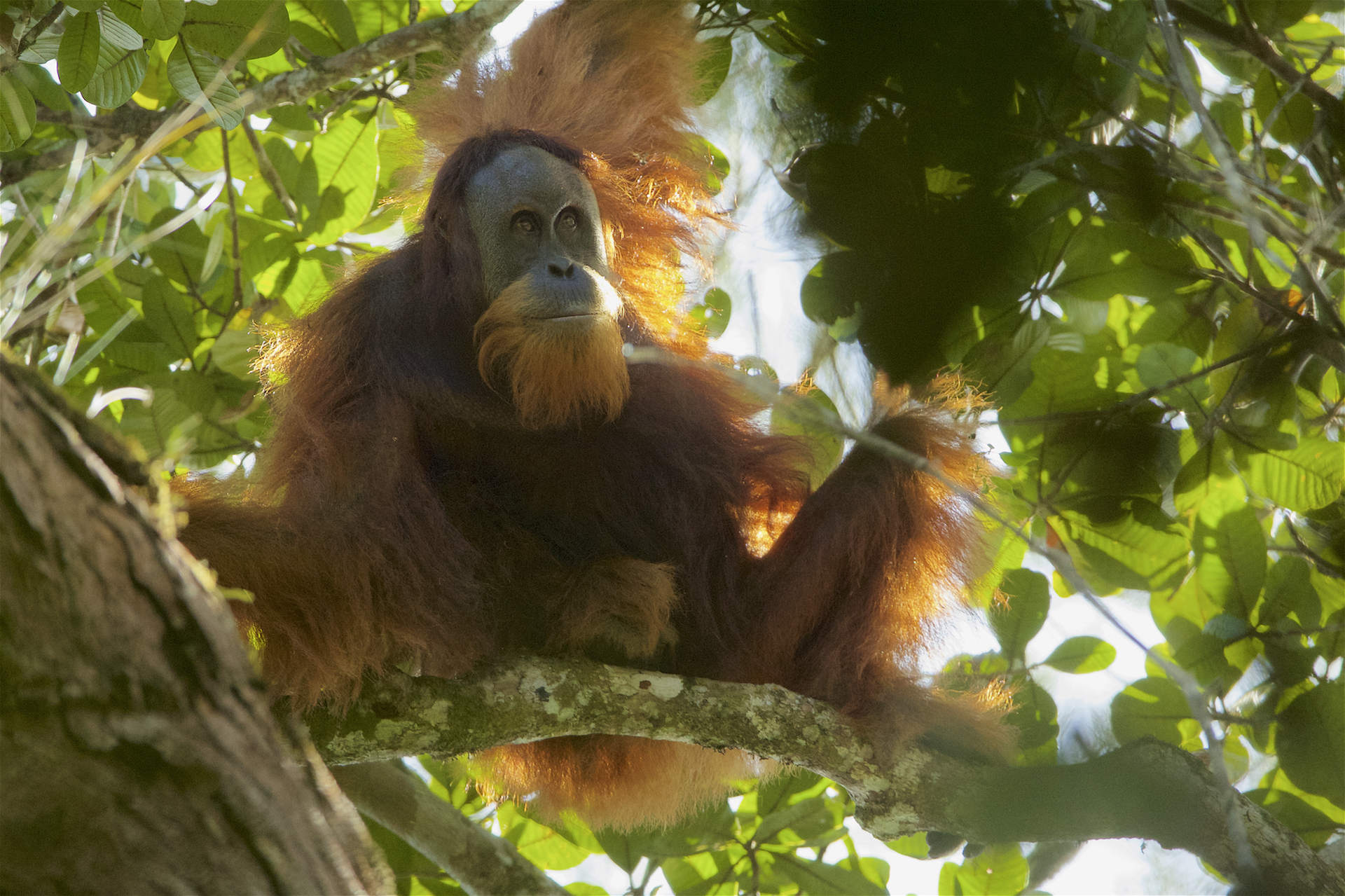
Orang-outan de Tapanuli ou Pongo tapanuliensis

## Protection
En 2006, toutes les espèces actuelles de grands singes, sauf l'homme, sont classifiées comme menacées. Outre la chasse pour la viande et les trophées, la capture pour l'exportation, les grands singes sont surtout menacés par la destruction de leur habitat naturel (notamment les forêts tropicales).
Fondé en 1977, en Californie, par le Dr Jane Goodall, l'Institut Jane Goodall inscrit son action dans une démarche globale de protection de la biodiversité, d'aide à la gestion durable et équitable des ressources naturelles, et d'éducation des plus jeunes.
Depuis 1977, l'Institut Jane Goodall protège les chimpanzés sauvages, gère des réserves naturelles et a créé des refuges en Afrique pour protéger nos plus proches cousins. Ces refuges accueillent majoritairement des orphelins dont les mères ont été victimes de la chasse. Sans les refuges de l'Institut, ils seraient condamnés.
Pour préserver la faune et lutter contre les menaces (trafics, chasse, déforestation, épidémies) qui pèsent sur l'avenir des grands singes, l'Institut développe, depuis sa création, des programmes innovants : Roots & Shoots pour l'éducation des plus jeunes (il encourage les jeunes à s'impliquer dans des projets visant à prendre davantage soin des animaux, de l'environnement et de la communauté humaine), Tacare pour aider au développement durable des populations et lutter contre les maladies, ChimpanZoo pour étudier et améliorer les conditions de vie des chimpanzés en captivité.
L'Institut Jane Goodall France a été créé en 2004.
Le Programme des Nations unies pour l'environnement et l'UNESCO ont lancé en 2001, le Great Apes Survival Project afin de protéger ces espèces en impliquant les populations locales.
Le débat sur les droits des grands singes a évolué sur la fin du XXe siècle. Deux chercheurs américains, Peter Singer et Paola Cavalieri, ont présenté une « déclaration sur les grands singes anthropoïdes » en 1993 qui revendique en leur nom le droit à la vie, la protection de la liberté individuelle et la prohibition de la torture. La Nouvelle-Zélande est le premier pays à l'avoir adopté[Quoi ?] en 1999 avec une loi leur reconnaissant ces trois droits fondamentaux[réf. souhaitée]. L'Espagne s'apprête à adopter une règlementation similaire. Cette reconnaissance, du fait qu'elle implique de facto la création d'une échelle de valeur animale, est contestée par certains scientifiques.

## Taxons fossiles
Selon les données actuelles, la famille des hominidés est originaire d'Afrique, où elle serait apparue il y a environ 20 millions d'années. Sa diffusion en dehors de l'Afrique est apparemment très ancienne puisque des fossiles de Griphopithèque datés de 14 à 17 millions d'années ont été découverts en Europe dès 1902 et en Turquie en 1974.
La classification des espèces fossiles d'hominoïdes varie quelque peu selon les auteurs et certains taxons fossiles sont âprement discutés.
Certains genres fossiles font partie des deux sous-familles actuelles d'hominidés et sont donc présentés dans l'article sur leur sous-famille :
- sous-famille des Ponginae
- sous-famille des Homininae :
  - tribu des Dryopithecini (Gregory & Hellman, 1939) : Eurasie
  - tribu des Gorillini : un seul taxon fossile attribué, Chororapithecus
  - tribu des Hominini : pas de taxon fossile basal attribué à ce jour

D'autres genres fossiles font partie d'une sous-famille d'hominidés éteinte, ou ne sont pas précisément classés. Le paléoprimatologue canadien David Begun (d) recense les genres suivants comme étant des taxons basaux de la famille des hominidés, :
- sous-famille des † Kenyapithecinae (Andrews, 1992) :
  - Kenyapithecus (Louis Leakey, 1961) : Kenya
  - Nacholapithecus (Ishida et al., 1999) : Kenya
  - Equatorius (Ward et al., 1999) : Kenya
  - Griphopithecus (Abel, 1902) : Europe, Turquie
- genres non rattachés (incertae sedis) :
  - Otavipithecus (Conroy, 1992) : Namibie
  - Samburupithecus (Ishida & Pickford, 1997) : Kenya
  - Oreopithecus (Gervais, 1872) : Italie